# 웻 핫 아메리칸 썸머: 퍼스트 데이 오브 캠프
《웻 핫 아메리칸 썸머: 퍼스트 데이 오브 캠프》(영어: Wet Hot American Summer: First Day of Camp)는 2015년 7월 31일에 넷플릭스에서 공개한 미국의 풍자 코미디 텔레비전 시리즈이다. 2001년 코미디 영화 《웻 핫 아메리칸 썸머》 프리퀄이다.

## 출연
원작 영화에 이어 출연
- 엘리자베스 뱅크스 - 린지 역
- H. 존 벤저민 - 미치 / 혼합 야채 통조림 역
- 마이클 이언 블랙 - 매킨리 역
- 브래들리 쿠퍼 - 벤 역
- 주다 프리들랜더 - 론 본클라이넌스타인 역
- 저닌 거로펄로 - 베스 역
- 조 로트룰리오 - 닐 역
- 켄 머리노 - 빅터 역
- 크리스토퍼 멀로니 - 젠 젱킨슨 / 조너스 저거슨 역
- A. D. 마일스 - 게리 역
- 마거리트 모로 - 케이티 역
- 잭 오스 - J.J. 역
- 데이비드 하이드 피어스 - 헨리 뉴먼 부교수 역
- 에이미 폴러 - 수지 역
- 폴 러드 - 앤디 역
- 머리사 라이언 - 애비 번스틴 역
- 몰리 섀넌 - 게일 역
- 마이클 쇼월터 - 쿱 역
- 케빈 서스먼 - 스티브 역

새 출연
- 제이슨 슈워츠먼
- 레이크 벨
- 샘 러빈
- 데이비드 웨인
- 존 슬래터리
- 미케일라 왓킨스
- 조시 찰스
- 리치 서머
- 에릭 네닝거
- 크리스 파인
- 존 햄
- 랜들 박
- 마이클 세라
- 크리스틴 위그

특별 출연
- 조던 필
- 폴 시어
- 제이마 메이스
- "위어드 앨" 얭커빅
- 존 얼리
- 브루스 그린우드
- 롭 휴블
- 리처드 시프